# Parvomay Neck
Koordinaten: 62° 30′ S, 59° 45′ W

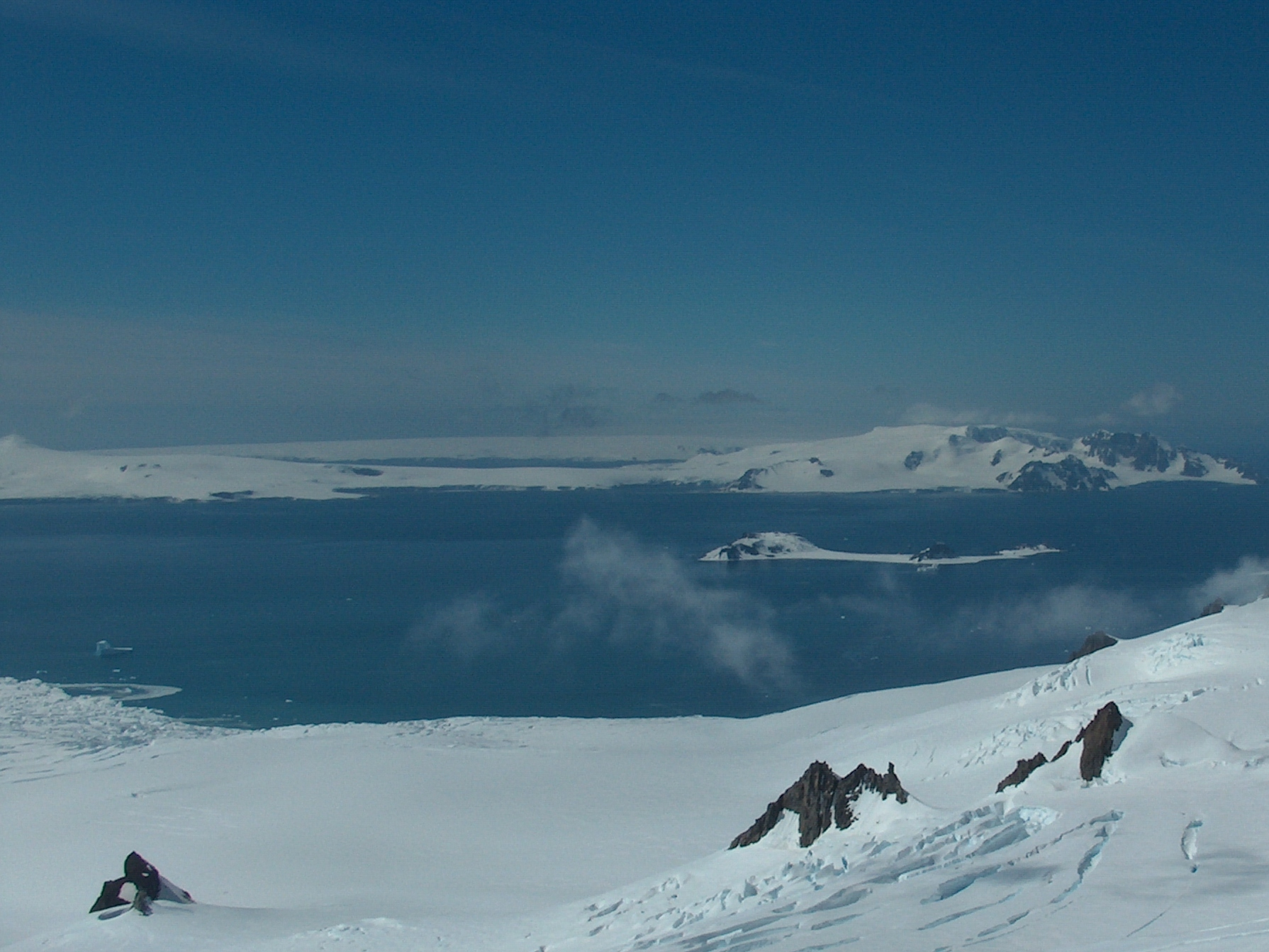
Blick von der Livingston-Insel über die Moon Bay, Half Moon Island und die McFarlane Strait hinweg auf das Parvomay Neck (im Hintergrund: Robert Island)

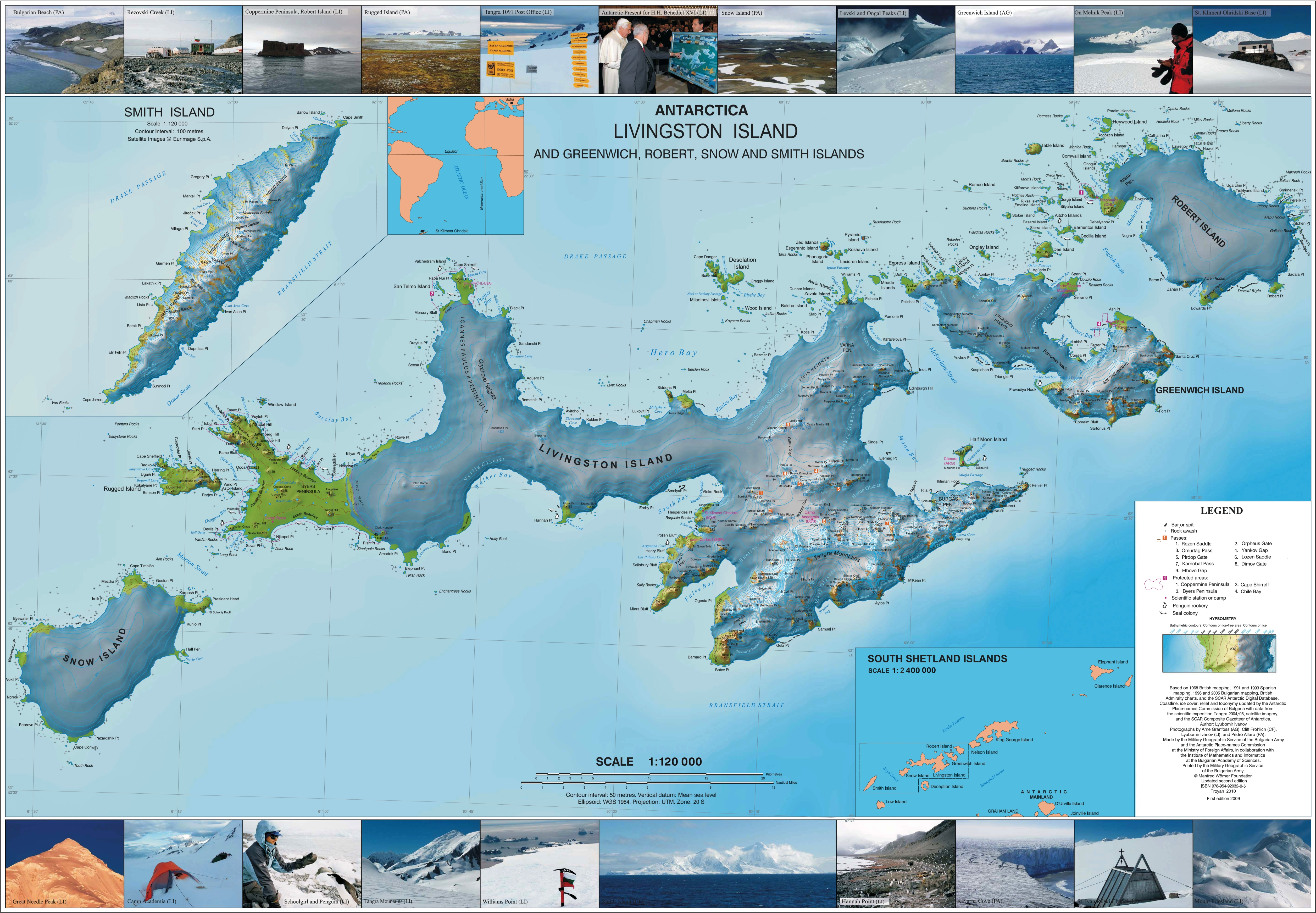
Karte der Südlichen Shetlandinseln mit Greenwich Island (rechts) und dem darauf befindlichen Parvomay Neck

Das Parvomay Neck (englisch; bulgarisch Първомайски провлак Parwomajski prowlak) ist ein 5 km langer und zwischen 1,55 und 3,5 km breiter Isthmus von Greenwich Island im Archipel der Südlichen Shetlandinseln. Er verbindet den nordwestlichen mit dem südöstlichen Teil der Insel und liegt zwischen der Discovery Bay im Nordosten sowie der Shopski Cove und dem Yankee Harbour im Südwesten.
Bulgarische Wissenschaftler kartierten ihn 2009. Die bulgarische Kommission für Antarktische Geographische Namen benannte ihn 2010 nach der Stadt Parwomaj im Süden Bulgariens.